# Krožišče Žale
Krožišče Žale je ljubljansko tripasovno krožišče, v katerega se steka pet cest, in sicer:
- Linhartova cesta,
- Savska cesta,
- Flajšmanova ulica,
- Pokopališka ulica,
- Med hmeljniki (zaprta za promet)
- Štajerska cesta.

## Poimenovanje
Krožišče je dobilo ime po dejstvu, da se nahaja pri pokopališču Žale.

## Značilnosti
Sredi krožišča se nahaja otok s premerom 50 metrov. Okoli potekajo trije vozni pasovi, notranja dva sta namenjena vožnji, zunanji pa vključevanju in izključevanju na vpadne ceste. Na zunanjem obodu so urejeni pločniki in kolesarska steza. Pri prehodih čez cesto je za varnejšo prečkanje poskrbljeno z vmesnimi otoki.

## Zgodovina
Zaradi izredno nepreglednega in nesemaforiziranega križišča, v katerem se je stikalo kar pet cest, so leta 1993 pričeli z izgradnjo prvega pravega krožišča v Ljubljani. 
Dolga leta je sicer v centru mesta na Taboru na Maistrovi ulici obstajalo krožišče, ki pa ni ustrezalo vsem kriterijem krožnega prometa.
Novo krožišče je zgradilo podjetje SCT, predano namenu pa je bilo 28. oktobra leta 1993. Vsa zaključna dela so bila dokončana novembra istega leta.
Po izgradnji krožišča Žale so po vsej državi pričeli z množično graditvijo rondojev.

## Javni potniški promet
Skozi krožišče potekajo tudi mestne avtobusne linije št. 2, 7, 7L, 19B, 19I in 22.